# فرانسیسکو فرناندز
فرانسیسکو فرناندز (گایگو) (به اسپانیایی: Francisco Fernández (Gallego)) بازیکن فوتبال اهل اسپانیا است که از سال ۱۹۶۶ تا ۱۹۷۳ میلادی عضو تیم ملی فوتبال اسپانیا بوده و در ۳۶ بازی ملی حضور داشته‌است. او در بازی‌های ملی‌اش گلی به ثمر نرساند.